# Vrouwenpolder
Vrouwenpolder es un pueblo perteneciente al municipio holandés de Veere, situado en la península de Walcheren, en la provincia de Zelanda. 
El pueblo se encuentra a 9 km al norte de Middelburg. Está conectado a la isla de Noord-Beveland por la presa Veerse Gatdam.
Vrouwenpolder era un municipio autónomo hasta 19661, cuando se unió a Veere.
El 1 de enero de 2005, el pueblo tenía 1109 habitantes. El área construida representa 0.21 km² para 351 viviendas2.
Los activos de Vrouwenpolder son la playa del Mar del Norte y el parque natural de Oranjezon.
La aldea es relativamente nueva en comparación con otras aldeas en Walcheren. En el siglo XIV, el área fue polderizada y una capilla dedicada a la Virgen María (Onze-Lieve-Vrouw, Nuestra Señora), de ahí el nombre Vrouwenpolder, el pólder de la Dama. En 1588, se construyó un fuerte para proteger el Veerse Gat. Durante la Expedición inglesa de 1809, el pueblo y el fuerte fueron destruidos por soldados británicos.